# Philippe Lançon
Philippe Lançon (Vanves, 1963) is een Franse journalist en schrijver. Hij overleefde de aanslag van 7 januari 2015 op het kantoor van het Franse satirische weekblad Charlie Hebdo. Hij schreef hierover het boek Le lambeau (Nederlandse vertaling: De flard) en ontving daarvoor de Prix Femina 2018 en een speciale Prix Renaudot.

## Opleiding
Philippe Lançon, studeerde Internationaal en Europees recht. Hij sloot zijn studie af met een masterdiploma. Hij volgde in 1986 de opleiding tot journalist aan het Centre de Formation des Journalistes (CFJ).

## Werk
Lançon is journalist voor het dagblad Libération. Hij heeft een passie voor Latijns-Amerikaanse literatuur en publiceerde interviews met Jorge Edwards, Mario Vargas Llosa, en de Cubaanse artieste Tania Bruguera. Voor Libération verzorgt hij ook de televisierubriek Après coup en droeg hij bij aan de lancering van de portretpagina's van de krant.
Voor het weekblad Charlie Hebdo schrijft Lançon journalistieke en literaire teksten. In 2019 verscheen Chroniques de l'homme d’avant. Een bloemlezing uit de bijdragen die Lançon tussen 2004 en 2015 publiceerde in Charlie Hebdo.
Eind 2014 werd Lançon lid van het theaterforum van het programma Le Masque et la Plume van de Franse publieke radiozender France Inter.
Sinds 2012 is Lançon betrokken bij het Program in Latin American Studies van de Princeton University. In 2015 werd hij uitgenodigd om een najaarssemester in Princeton door te brengen. Hij zou daar de cursus 'Schrijvers en dictators in Latijns-Amerika' geven en research doen voor een nieuw boek over Cuba. Zijn werkzaamheden in Princeton gingen niet door omdat hij ernstig gewond was geraakt bij de aanslagen op Charlie Hebdo.

## Le lambeau (De flard)
Philippe Lançon nam deel aan de wekelijkse redactievergadering van Charlie Hebdo toen de aanval plaatsvond. Door het hevige geweervuur raakte hij gewond aan zijn armen en zijn gezicht. Hij moest een zware gezichtsoperatie ondergaan die vier uur duurde, gevolgd door 22 operaties, waaronder 13 operaties aan zijn kapotgeschoten kaak.
In Le lambeau schrijft Lançon over de aanslag en over de fysieke en mentale gevolgen. Het is een persoonlijk verslag over zijn ziekenhuisopname op de afdeling maxillo faciale chirurgie van het ziekenhuis Pitié-Salpêtrière voor de reconstructie van zijn onderkaak en gezicht. En daarna een verblijf van negen maanden in het militair revalidatiecentrum van het Hôtel des Invalides voor het functionele herstel van zijn kaak, zodat hij weer kan eten en spreken. Lancon vertelt wat hem is overkomen zonder wrok of haatgevoelens ten opzichte van de daders.

## Onderscheidingen
- Ridder in de Ordre des Arts et des Lettres (2015) [7]
- 2011 Prix Hennessy du journalisme littéraire
- 2012 Prix Henri de Régnier van de Académie française voor Les Îles.
- 2013 Prix Jean-Luc Lagardère du Journaliste de l’année
- 2018 Prix Roger-Caillois voor zijn bijdrage aan de Latijns-Amerikaanse literatuur
- 2018 Prix Femina en de "speciale" Prix Renaudot voor Le Lambeau.

## Werken

#### Romans
- 2014 Océane. Un visa pour l’infini
- 2004 Je ne sais pas écrire et je suis un innocent (onder het pseudoniem Gabriel Lindero)
- 2011 Les Îles
- 2013 L’Élan

#### Overig werk
- 1998 Jean Daviot (Monografie over de beeldend kunstenaar Jean Daviot)
- 2003 Les passeurs de mots
- 2013 Éclairs interieurs. Poèmes et Aphorismes
- 2013 Madame Luna. Théâtre. Comédie en un acte
- 2013 Sous le soleil de Paris. Haïkus et Senryûs.
- 2013 Rien Que des Petits Bonheurs. Histoires bonsaï.
- 2018 Le Lambeau (Over de aanslag op Charlie Hebdo)
- 2019 Chroniques de l'homme d’avant (Bloemlezing artikelen uit Charlie Hebdo)

#### Bijdragen
- 2011 Les cloches de Tibhirine (In de bundel France-Algérie: secrets de famille)
- 2012 Les 33 de San José (In de bundel Ces héros d’Amérique Latine).
- 2016 Voorwoord in La Légèreté, door Catherine Meurisse. (Een stripverhaal over de aanslag op Charlie Hebdo)
- 2019 Voorwoord in Poemas y antipoemas door Nicanor Parra.
- 2020 Voorwoord in Le bonheur de rire, door Georges Wolinski.

#### Nederlandse vertaling
- 2020 De flard (fr: Le lambeau). Vertaald door Ghislaine van Drunen, Annelies Kin en Nathalie Tabury. De Geus, Amsterdam, 2020. ISBN 978-90-445-4263-9

## Links
- Virtual International Authority File (VIAF): 173712232

- Bibliothèque nationale de France: cb16525473s (data)
- Gemeinsame Normdatei: 1016387059
- International Standard Name Identifier: 0000 0001 2373 1955
- Library of Congress Control Number: n2011086181
- Nationale Bibliotheek van Tsjechië: jo20191042149
- Nationale Bibliotheek van Israël: 987007404224005171
- Nederlandse Thesaurus van Auteursnamen: 338448063
- Système universitaire de documentation: 069549311
- Virtual International Authority File: 173712232
- WorldCat: E39PBJxGRp4cTrTqRwCpt7JdQq